# الأوقاف الصناعية
الأوقاف الصناعية: هي الأوقاف التي يُقصد الانتفاع بريعها للموقوف عليهم، من خلال اسثمارات صناعية، وفي هذا الإطار سعى القائمون على أمر الوقف حديثاً وقديماً إلى عدم حصره في القطاع الزراعي والعقارات بل وسَّعوا دائرته حتى دخل القطاع الصناعي.

## الأوقاف الصناعية في الماضي
ساهمت الأوقاف الإسلامية في المجال الصناعي قديماً، فامتلكت أدوات إنتاج مختلفة من طواحين، وأفران، ومعاصر زيت، ومخازن غلال، ومصانع للجبس، والنسيج، والصابون، وغيرها الكثير، من المصانع التي ساهمت في انتشار العديد من الصناعات المختلفة لسد الطلب المتزايد عليها من احتياجات المشاريع الوقفية المتنوعة، مما أدّى إلى ازدهار بعض الأوقاف الصناعية.

## نماذج من الأوقاف الصناعية في الماضي
كان هارون الرشيد، متابعاً للحج والغزو وبناء المصانع والثغور في طريق مكة والمدينة ومنى وعرفات، وكان من أحسن الناس في أيامه فعلاً، أم جعفر زبيدة بنت جعفر، لما أحدثته من بناء دور السبيل بمكة، واتخاذ المصانع والآبار والبرك بمكة ... الخ، وما وقفت على ذلك من الوقف.

## الأوقاف الصناعية في العصر الحديث
أسهم الوقف في عصرنا الحديث في القطاع الصناعي، إضافة إلى ما سبق ذكره من خلال الوسائل الآتية:
أولاً: الاستثمار الذاتي: بأن ينشئ ويقيم الوقف مؤسسات صناعية متكاملة وحديثة، أو يشتري بعض المؤسسات الصناعية.
ثانياً: تمويل الصناعات الحرفية: حيث يقوم الوقف بتمويل بعض الصناعات الحرفية من خلال الصناديق الوقفية المتخصصة في تمويل هذا النشاط، أو من خلال شركات وقفية قابضة.
ثالثاً: إنشاء الشراكات: حيث يقوم الوقف بإنشاء شراكات مع بعض الجهات في عدد الصناعات، ولهذه الشراكة صيغ كثيرة، فيجب الحرص على اختيار الصيغ التي تتوافق مع الشريعة الإسلامية.

## نماذج من الأوقاف الصناعية الحديثة

### مؤسسة الأوقاف المصرية
ساهمت في العديد من الصناعات، كشركة الدلتا للسكر، ومصنع سمنود للنسيج، كما شاركت كمساهم في عديد من الشركات، منها: شركة الحديد والصلب، وشركة راكتا لصناعة الورق، كم تم شراء مصنع سجاد دمنهور بالكامل من مال الوقف،

### المدارس الصناعية في الأردن
قامت وزراة الأوقاف في الأردن بإنشاء مدارس صناعية تعلم الأيتام الحرف، كالنجارة والطباعة.